# 铫期
銚期（？—34年），字次況，潁川郡郟縣（今屬河南）人。

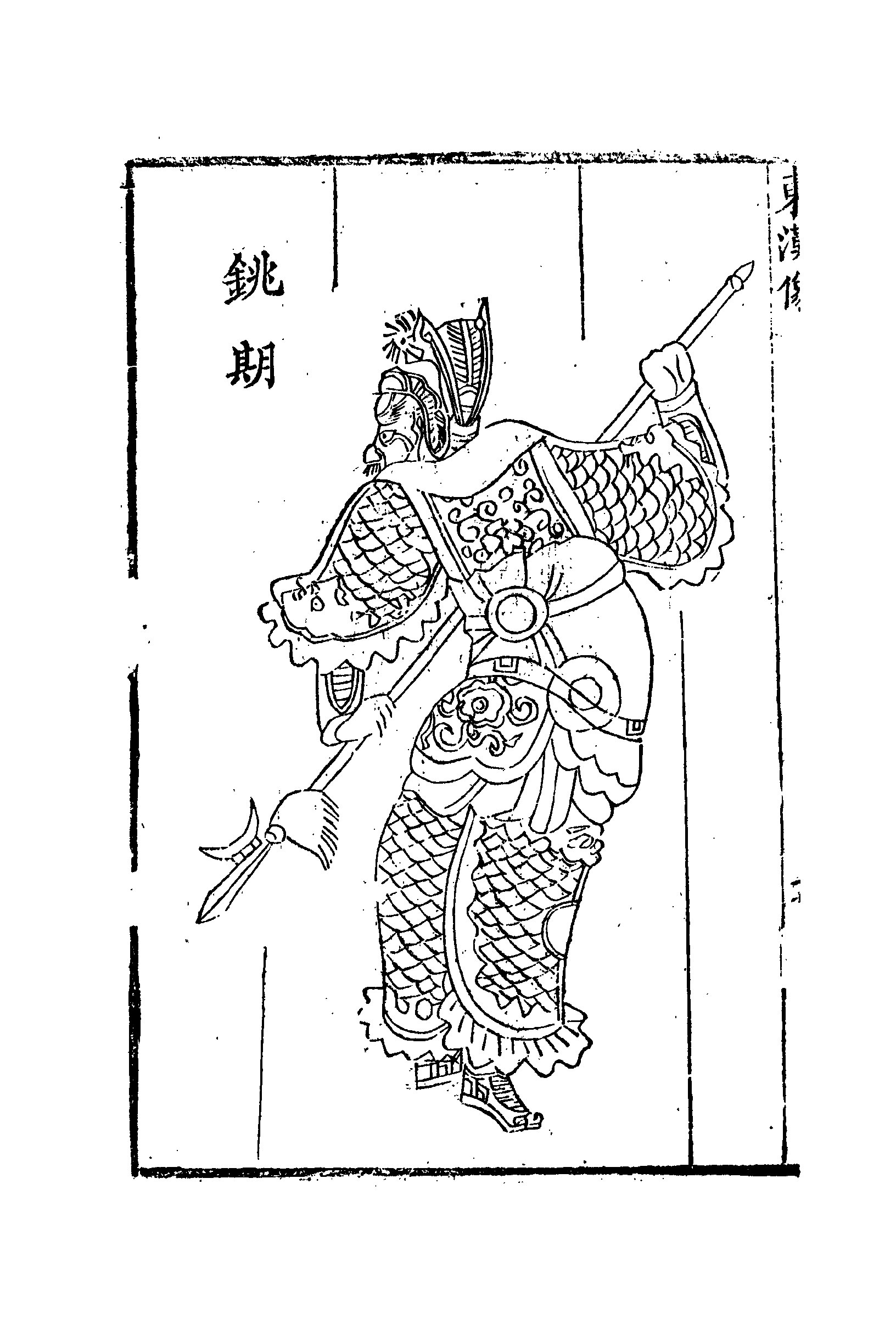
铫期

身長八尺二寸。其父銚猛官桂陽郡太守。銚猛死，銚期服喪三年，被鄉里人表揚。
更始元年（23年），劉秀至颍川郡，任命他出任贼曹掾。因跟隨劉秀巡視河北有功，被派至鄧禹麾下，後來又升任偏將軍。爾後隨劉秀平河北、滅王郎、取钜鹿。因滅王郎建功，官拜虎牙大將軍。
光武即位，封铫期为安成侯。又讓铫期擔任魏郡太守，後太守職務交由功曹馮勤處理。建武五年（29年）二月，擔任太中大夫又拜衛尉十年。建武十年（34年），病逝，劉秀亲临治丧，谥號為忠。其子銚丹繼承安成侯爵位，後改封為葛陵侯。

## 生平

###### 投歸劉秀
更始元年（23年），劉秀至潁川郡，聞其忠義且經馮異舉薦，遂召為賊曹掾。

###### 隨徇河北
更始元年十月，劉秀持節度河，巡視河北，铫期為從征人員之一。當時王郎政權招兵買馬，以十萬戶懸賞劉秀，檄書已來到劉秀所在的薊，薊於是起兵響應王郎。劉秀一行人趕緊逃出薊，結果百姓聚眾圍觀，道路被阻攔，此時騎在馬上的銚期舉起戟，睜大眼睛大叫一聲「蹕」，這才讓劉秀一行人解圍。一行人強行衝破已關閉的城門，一行人來到信都後，劉秀任命銚期出任裨將。爾後劉秀將銚期派至鄧禹麾下，頗得鄧禹賞識，不久後便被拔擢成偏將軍。銚期攻取真定（今河北正定縣）、宋子（今河北欒城縣東）、樂陽（今河北石家莊市西北）、稾縣（今石家莊市東南）和肥累（今河北晉縣西）等地。

###### 鉅鹿之戰
鉅鹿為邯鄲門戶，攻佔鉅鹿可使王郎所在之邯鄲孤立無援，迫使王郎投降。王郎遂立即命劉奉、倪宏救援鉅鹿。而劉秀親率部隊戰於鉅鹿城外的南蠻，又令銚期為偏將軍率步兵為先鋒迎戰。鉅鹿之戰勝利後，論功行賞，銚期官拜虎牙大將軍。
《東觀漢記·傳五》曾評價「銚期從擊王郎將兒（同倪）宏、劉奉於鉅鹿下，期先登陷陣，手殺五十餘人，創中額，攝幘復戰，遂大破之。」

###### 平定魏郡
劉秀即位後，定都洛陽，但東方群盜與魏郡大姓組成的自衛團體仍為東漢政權威脅。於是劉秀命銚期為魏郡太守，前往魏郡進行綏靖工作。
銚期至魏郡後接連接獲督盜賊（官名）李熊其弟李陸曾密謀迎接檀鄉流民軍入城。李雄為魏郡的豪族地主且身兼官職，若擅自逮捕李陸，對於李熊為重大打擊。時逢魏郡大姓與動盪，於是銚期一開始沒有任何反應。接連幾次的告發之後，銚期召問李熊，李熊叩頭認罪，願與老母俱就死。銚期變回說：「為吏黨不若為賊樂者，可歸與老母往就陸也。」爾後，派人送李熊出城。李熊出城，找到李陸，帶著他到鄴城西門請罪。李陸因慚愧自殺而死。銚期嗟歎不已，命以禮埋葬，並命李熊仍任舊職。從此，魏郡人越發佩服銚期的威信。

## 歷史評價
《後漢書・銚期王霸祭遵列傳》中評價銚期為：「期重于信義，自為將，有所降下，未嘗虜掠。及在朝廷，憂國愛主，其有不得於心，必犯顏諫諍。帝嘗輕與期門近出，期頓首車前曰：“臣聞古今之戒，變生不意，誠不願陛下微行數出。”帝為之回輿而還。」
《東觀漢記・傳五》：「從擊王郎將兒宏劉奉於钜鹿下，期先登陷陣，手殺五十餘人。被創中額，攝幘復戰，遂大破之。」
《棗林雜俎》談遷評價：「岑彭、姚期，平西蜀而斬王郎矣。」
《欽定日下舊聞考・卷二十五》：「若夫虎臣羆士，折衝宣力、馬超囊足、銚期攝幘、渴賞捐軀實不乏人，而一聞如是者。」

## 傳統劇目
京剧、秦腔、武安平调等传统戏中有剧目《铫期》，又名《草桥关》、《打金砖》、《斩铫期》，主要脚色为铫期、刘秀。在这些作品中，铫期的名字亦常被写作“姚期”。

## 世系圖
|            |            |            |            |            |            |  |  | 铫猛         |  |  |  |  |  |  |  |            |            |            |            |            |            |
|            |            |            |            |            |            |  |  |              |  |  |  |  |  |  |  |            |            |            |            |            |            |
|            |            |            |            |            |            |  |  | 安成忠侯铫期 |  |  |  |  |  |  |  |            |            |            |            |            |            |
|            |            |            |            |            |            |  |  |              |  |  |  |  |  |  |  |            |            |            |            |            |            |
|            |            |            |            |            |            |  |  |              |  |  |  |  |  |  |  |            |            |            |            |            |            |
| 葛陵侯铫丹 | 葛陵侯铫丹 | 葛陵侯铫丹 | 葛陵侯铫丹 | 葛陵侯铫丹 | 葛陵侯铫丹 |  |  |              |  |  |  |  |  |  |  | 建平侯铫统 | 建平侯铫统 | 建平侯铫统 | 建平侯铫统 | 建平侯铫统 | 建平侯铫统 |
| 葛陵侯铫丹 | 葛陵侯铫丹 | 葛陵侯铫丹 | 葛陵侯铫丹 | 葛陵侯铫丹 | 葛陵侯铫丹 |  |  |              |  |  |  |  |  |  |  | 建平侯铫统 | 建平侯铫统 | 建平侯铫统 | 建平侯铫统 | 建平侯铫统 | 建平侯铫统 |
| 葛陵侯铫舒 |            |            |            |            |            |  |  |              |  |  |  |  |  |  |  |            |            |            |            |            |            |
|            |            |            |            |            |            |  |  |              |  |  |  |  |  |  |  |            |            |            |            |            |            |
| 葛陵侯铫羽 |            |            |            |            |            |  |  |              |  |  |  |  |  |  |  |            |            |            |            |            |            |
|            |            |            |            |            |            |  |  |              |  |  |  |  |  |  |  |            |            |            |            |            |            |
| 葛陵侯铫蔡 |            |            |            |            |            |  |  |              |  |  |  |  |  |  |  |            |            |            |            |            |            |

## 延伸阅读
[在维基数据编辑]
 《后漢書/卷20》，出自范晔《後漢書》
 《東觀漢記》
 在维基共享资源阅览影像